# Willemien Min
Willemien Min (Bergen, 23 januari 1956) is Nederlands illustrator en schrijver.

## Biografie
Na de avondschool Rijksacademie Amsterdam studeerde ze verder in Amsterdam en Gent. Samen met Marit Törnqvist tekende ze in Hotel Americain eindeloos mensen na, totdat de ober hen wegstuurde.
Ze won voor het prentenboek De vogelman, haar afstudeeropdracht en tevens haar debuut, in 1989 de Gouden plaquette van de Biennial of Illustrations Bratislava. In 2002 kreeg ze voor Ik schilder je in woorden van Hans Hagen een Gouden Penseel.
Tegenwoordig geeft ze les als tekendocente aan de Kunstacademie Maastricht.